# Carlos Mencia
Ned Arnel Mencia (San Pedro, 22 de outubro de 1967), conhecido profissionalmente como Carlos Mencia (e anteriormente Ned Holness) é um comediante, escritor e ator americano nascido em Honduras.  Seu estilo de comédia é frequentemente político e envolve questões de raça, cultura, justiça criminal e classe social.  Ele é mais conhecido como o apresentador do programa Mind of Mencia do Comedy Central, que produziu quatro temporadas antes de ser cancelado em 2008.  Nessa época, Mencia recebeu várias acusações de plágio em suas rotinas de stand-up.

## Infância e juventude
Mencía nasceu em San Pedro Sula, Honduras, o décimo sétimo de dezoito filhos.  Sua mãe, Magdelena Mencía, era mexicana e seu pai, Roberto Holness, era hondurenho.  Na época de seu nascimento, a mãe de Mencía estava envolvida em uma disputa doméstica com o pai e se recusou a dar ao filho o sobrenome de seu pai biológico.  O nome que aparece em sua certidão de nascimento é"Ned Arnel Mencía", embora Mencia tenha dito que, por respeito a seu pai biológico, ele usou o nome Holness e ficou conhecido como"Ned Holness" até os dezoito anos de idade.
Mencia foi criado como católico em East Los Angeles, Califórnia, por sua tia Consuelo e tio Pablo Mencia.  Por confissão própria, ficar longe de problemas foi difícil enquanto crescia, mas com a ajuda de sua família, ele se destacou na escola e ficou fora das gangues.  Ele estudou na Garfield High School, no condado de Los Angeles.  Mencia traficou drogas quando ele tinha 19 anos e assaltou uma casa.  Ele se formou em engenharia elétrica na Universidade Estadual da Califórnia, em Los Angeles, mas saiu cedo para seguir carreira na comédia depois de uma performance bem-sucedida em uma noite de microfone aberto no The Laugh Factory.  Ele tem um irmão mais velho chamado Joseph Mencia, que muitas vezes apareceu em Mind of Mencia.

## Carreira

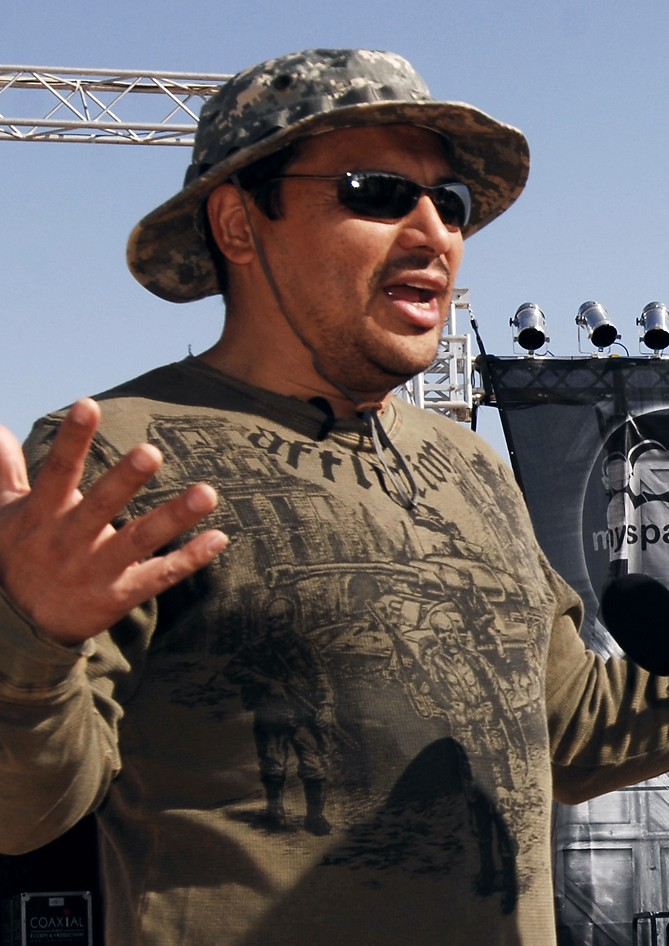
Mencia antes de um show ao vivo em um acampamento do Exército dos EUA na região do Golfo Pérsico.

Em 1988, Mitzi Shore, proprietário da The Comedy Store, sugeriu que Mencia mudasse seu primeiro nome de"Ned" para"Carlos", a fim de atrair o público mexicano.  Mencia se apresentou em locais venerados em Los Angeles, como The Comedy Store e The LA Cabaret.  Seu sucesso nesses locais levou a aparições no The Arsenio Hall Show e no Buscando Estrellas, onde ele alcançou o título"International Comedy Grand Champion".  Então, em 1994, Mencia foi escolhido para sediar o showcase de comédia latino HBO Loco Slam.
Mencia deu sequência ao Loco Slam hospedando Funny is Funny! em Galavision em 1998.  Ele continuaria a fazer stand-up, incluindo uma turnê muito bem sucedida em 2001 com Freddy Soto e Pablo Francisco,"The Three Amigos".  Mencia também fez dois especiais de meia hora na HBO, o segundo do qual lhe rendeu um prêmio CableACE de Melhor Stand-Up Comedy Special.  Após o lançamento de seu primeiro álbum de comédia pela Warner Records, Take A Joke America, Mencia realizou sua performance no Comedy Central Presents em 2002.
Na época em que sua carreira começou a decolar no início dos anos 2000, Mencia também trabalhava como ator, fazendo aparições em programas de televisão como Moesha e The Shield, e estrelando o filme Outta Time e o programa animado The Proud Family.
Em 2002, ele se apresentou em"Comedy Central Presents".  Em março de 2005, Comedy Central anunciou o programa de comédia de meia hora de Mencia, Mind of Mencia.  O show misturou a comédia de humor de Mencia com a comédia de sketch, muito parecido com o Chappelle's Show de Dave Chappelle.  O show alcançou sucesso moderado em sua primeira temporada e foi trazido de volta para uma segunda temporada na primavera de 2006, tornando-se o segundo programa mais bem cotado da Comedy Central, atrás de South Park.  Foi trazido de volta para uma terceira temporada naquele verão antes de ser cancelado em 2008.-
Mencia foi co-fundador da cadeia de restaurantes Maggie Rita e co-proprietário de vários locais.  Em janeiro de 2013, os restaurantes de Mencia fecharam em meio a críticas ruins, embora uma franquia continuasse a licenciar o nome.

## Crítica
Um artigo do Wall Street Journal de 2010 observou que Mencia, junto com Dane Cook e Jay Leno, eram três dos comediantes populares mais odiados por outros comediantes.  Em 2006, Maxim nomeou Mencia como um dos piores comediantes de todos os tempos.  Mike Byoff, do Gawker, disse sobre Mencia:"Ele não apenas rouba piadas de comediantes clássicos, mas é desnecessariamente racista e não tinha [sic] nenhum senso de timing."

## Vida pessoal
Mencia vive com sua esposa, Amy, com quem se casou em 2003, em Los Angeles, Califórnia.  Eles têm um filho, Lucas Pablo Mencia.